# Victoriano Leguizamón
Victoriano Leguizamón (1922 - 7 d'abril de 2007) fou un futbolista paraguaià.

## Selecció del Paraguai
Va formar part de l'equip paraguaià a la Copa del Món de 1950 i de la Copa Amèrica de 1953. Fou jugador de Quilmes i Boca Júniors a l'Argentina.